# 최인준
최인준(崔仁俊, ?-?)은 한국의 작가이다.
1962년 <대간선(大幹 線)>이 <조선 농민(朝鮮農民)>에 2등 입선, 1934년 <황소>가 <동아일보>에 당선되어 등단하였다. 주요 작품으로 <암류(暗流)>, <폭양 아래서>, <여점원>, <춘잠>, <우정>, <두 어머니>, <호박> 등 발표. 그는 일제 식민지하 민족적 현실의 삶을 사회주의적 시각으로 보고 유산자와 무산자의 갈등을 주로 그려 내었다.